# Garcorops
Garcorops là một chi nhện trong họ Selenopidae.